# Alfred Helberger

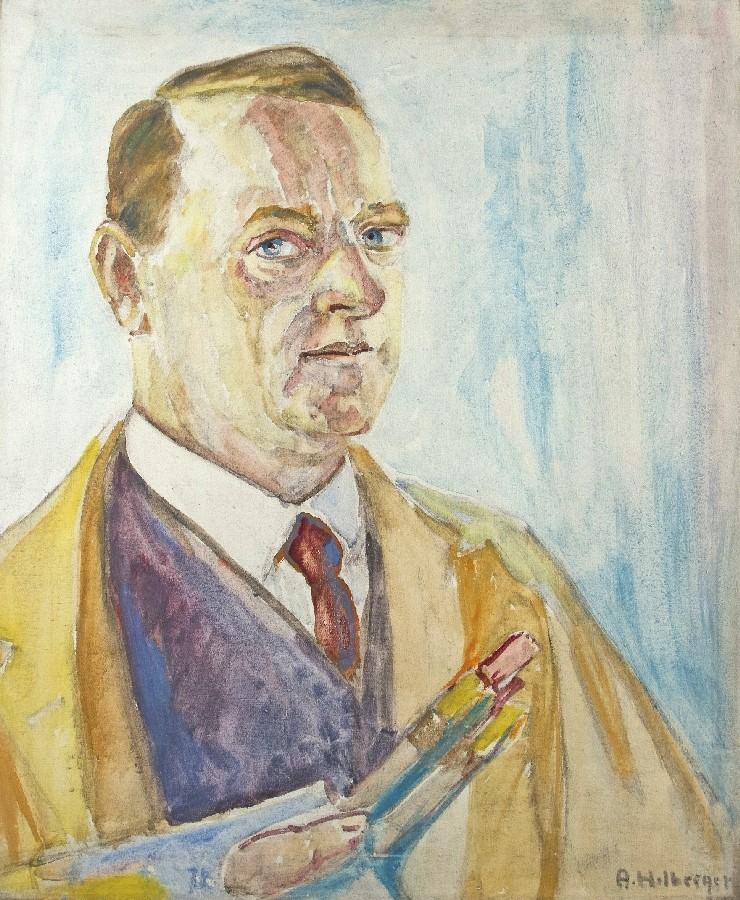
Alfred Helberger: Selbstbildnis (1928)

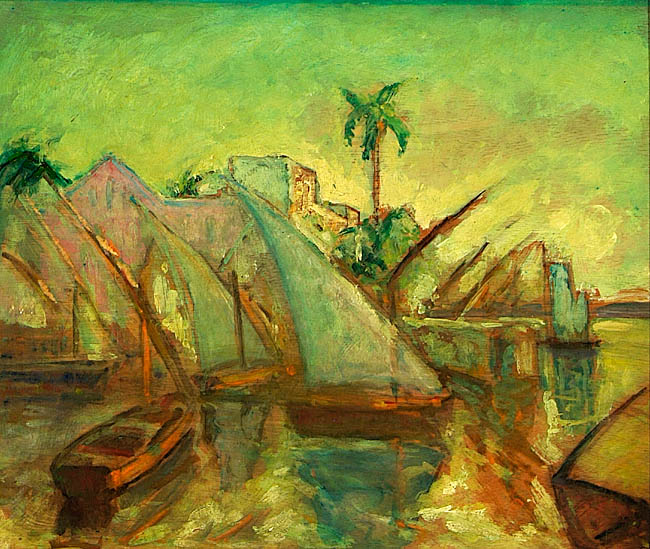
Hafen von Bahia

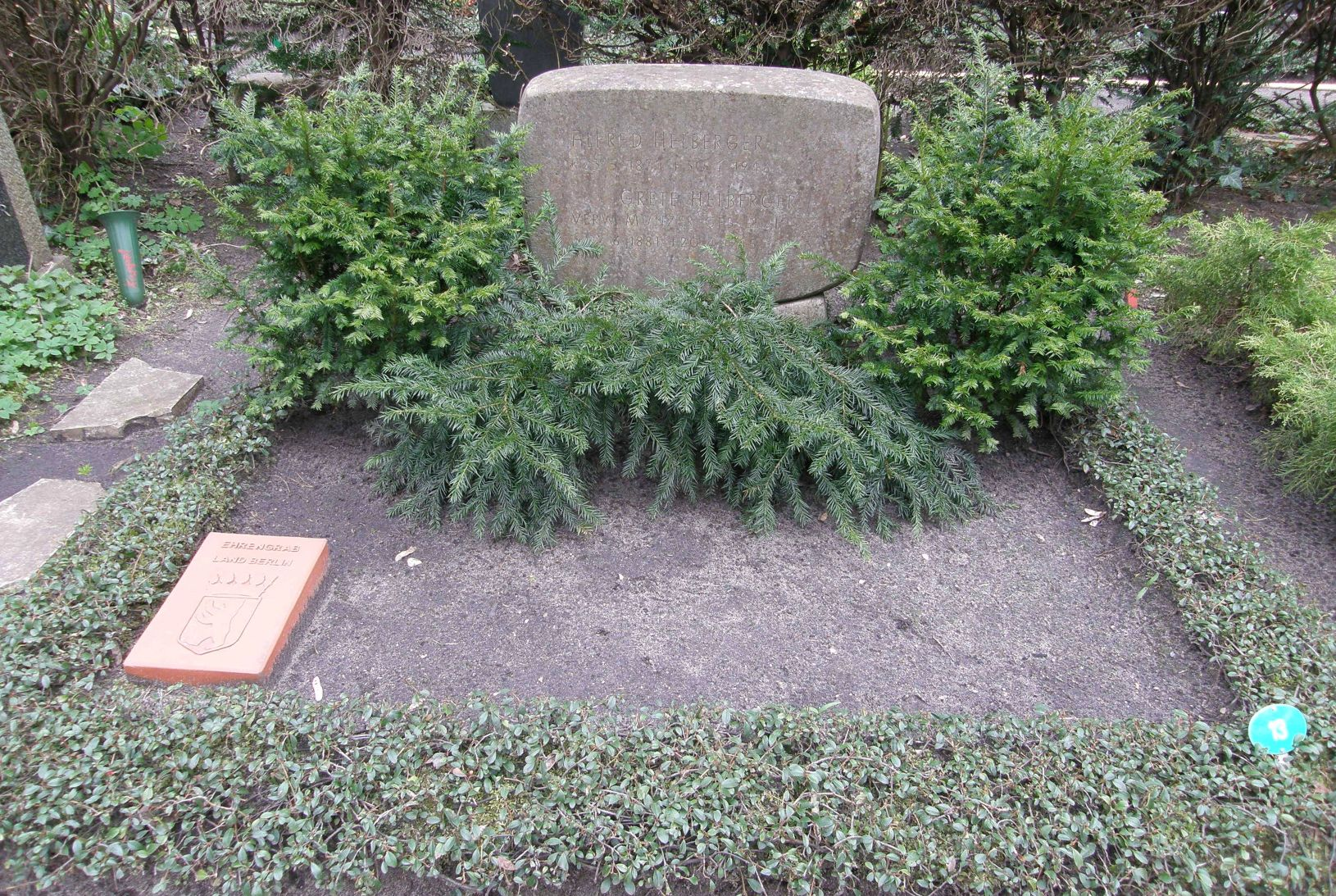
Ehrengrab von Alfred Helberger auf dem Friedhof Heerstraße in Berlin-Westend

Alfred Hermann Helberger (* 23. Mai 1871 in Eberstadt; † 31. Januar 1946 in Berlin) war ein deutscher Maler. Er lebte und wirkte bis zur Jahrhundertwende in Frankfurt am Main und zog dann nach Berlin. Er hielt sich seit seinem Studium häufig in Skandinavien auf und machte sich einen Namen durch maritime und durch Landschaftsbilder. In den Zwanziger Jahren arbeitete er fünf Jahre lang in Brasilien. Wieder in Berlin litt er unter Repressionen durch die Nationalsozialisten und nahm sich ein Dreivierteljahr nach dem Zweiten Weltkrieg das Leben.

## Biografie

### Geburt
Seine Mutter war die unverheiratete Auguste Emilie Helberger (* 5. September 1844 in Frankfurt am Main) aus einem Zweig der Frankfurter Helberger-Dynastie, als Vater gilt der Frankfurter Bankier und Sektproduzent Jakob Georg Hermann Mumm von Schwarzenstein (* 23. November 1816, † 16. Juli 1887). Zur Entbindung kam sie in die Eberstädter Privatentbindeanstalt der Anna Maria Maywald.

### Frankfurt
Alfred Helberger wuchs bei seiner Mutter auf, die in der Kaiserstraße ein Schneider- und Modeatelier betrieb. 1889 begann er seine künstlerische Ausbildung im Städelschen Kunstinstitut bei dem Landschaftsmaler Heinrich Hasselhorst. Von 1890 bis 1896 studierte er in der Karlsruher Akademie bei Gustav Schönleber, dem Porträtmaler Ernst Schurth und Carlos Grethe, dem „Maler des Meeres“. Schon während des Studiums und in den Jahren danach reiste Helberger oft für mehrere Monate nach Norwegen, und seine skandinavischen Landschaftsbilder machen einen großen Teil seines Oeuvres aus.
Helberger etablierte sich in der Frankfurter Kunstszene und stellte noch nach der Jahrhundertwende regelmäßig in der Jahresausstellung im Frankfurter Kunstverein aus. Er wirkte mit bei der Ausgestaltung des im September 1904 begonnenen und im Dezember 1905 eröffneten Schumanntheaters.
Am 27. August 1897 heiratete er Helene Wolff (* 27. Mai 1870 in Paris). Zusammen hatten sie eine Tochter Luise (* 19. Februar 1899 in Frankfurt).

### Ab 1900: Berlin
1900 ließ er sich in Berlin nieder, zunächst in Kreuzberg und in Tiergarten (Atelier in der Kurfürstenstraße), ab 1909 bis zu seinem Tode in Charlottenburg. Um die Jahrhundertwende bereiste er neben Norwegen auch Italien und die Niederlande. Anlässlich einer Parisreise 1905 wurde er stark vom französischen Impressionismus beeinflusst. Spätere Werke sind eher vom Fauvismus geprägt. Helbergers Naturgemälde folgen einem eigenen Stil. Er erstellte auch Porträts. Im ersten Drittel des 20. Jahrhunderts gehörte er zu den produktivsten Malern Berlins. Er stellte in Berliner Galerien (z. B. Gurlit und Cassirer) sowie in vielen Orten im Deutschen Reich aus und war regelmäßig in der Großen Berliner Kunstausstellung vertreten.
Er malte städtische Motive aus Berlin (Straßenszenen, Wochen- und Weihnachtsmärkte, Cafés, Varietés, Tanzlokale) und der ländlichen Berliner Umgebung (Finowkanal, Scharmützelsee), vor allem aber auch Landschaftsgemälde. Zahllose Bilder stammen aus der dänischen Insel Bornholm, wo er ab 1905 sich jeweils ein halbes Jahr in einem eigenen Haus aufgehalten haben soll. Über die besondere Faszination dieser Insel schrieb er in der Illustrirten Zeitung und veröffentlichte sogar Gedichte. Seine Mappe „Handdrucke und Rhythmen“ enthält 14 handsignierte Farbdrucke sowie 17 Gedichte.
Wenige Wochen nach der Scheidung von seiner ersten Frau Helene heiratet er am 24. Februar 1912 Margarete Münzer, die Witwe des Musikwissenschaftlers Georg Münzer, deren Tochter Käte Fanni wurde seine Stieftochter.

### Erster Weltkrieg: Kriegsmaler
Auf einem Ölgemälde hielt Helberger fest, wie der Ausbruch des Ersten Weltkriegs in Berlin aufgenommen wurde. Dann kam er als Kriegsmaler zum Hauptquartier des Generals Ludwig von Falkenhausen, zunächst in Lothringen. Über seine Zeit in den Vogesen verfasste er einen Artikel für die Illustrirte Zeitung, der auch farbige Reproduktionen seiner Bilder enthält. Einige Bilder aus den Vogesen zeigte er etwa in der Frankfurter Kriegsausstellung und in der Großen Berliner Kunstausstellung. Ein Bild, welches den Einzug deutscher Soldaten über eine Brücke in Blamont zeigt, wurde von der Stadt Berlin gekauft und konnte erst kürzlich wiedergefunden und veröffentlicht werden.

### Weimarer Zeit
Nach dem Krieg pflegte Helberger weiterhin seine Leidenschaft für Skandinavien. In den Zwanziger Jahren wandte er sich aber wärmeren Gefilden zu: 1922 hielt er sich in Portugal auf und stellte im November des Jahres in der Lissaboner Sociedade Nacional de Belas Artes aus. Im folgenden Jahr reiste er nach Brasilien. Im Dezember 1923 zeigte er in Rio de Janeiro Landschaftsbilder aus Italien und Norwegen. Er wohnte in den Campos de Jordão und zeigte die neu geschaffenen Werke im Januar und Dezember 1924 in São Paulo. Nach einem Zwischenaufenthalt in Europa kehrte er nach Brasilien zurück und präsentierte im Mai 1927 im Salão da Associação dos Empregados do Commercio seine Brasilien-Bilder. Assis Chateaubriand schrieb darüber: „Er hat Brasilien gemalt. Er hat die Natur Brasiliens gefühlt. Er hat seine weite Vorstellungskraft über die Berge von Campos do Jordão bis zum Grünen Ozean des Amazonas fliegen lassen, und aus diesem tropischen Eintauchen sind einige Bilder entstanden, in denen wir mehr als eine präzise, sichere Technik verspüren, sondern auch die Virtualität einer mächtigen schöpferischen Kraft.“ Nach seiner Rückkehr nach Berlin präsentierte Helberger Anfang 1928 in der Kunsthandlung Victor Hartberg bei Victor Hartberg seinen „Cyclus aus Brasilien: Gemälde * Aquarellle * Pastelle“. Die Schriftstellerin Margot von Simpson hatte selbst jahrelang in Brasilien gelebt und war begeistert von den „farbenfrohen“ Arbeiten Helbergers in der Galerie am Lützowufer.

### Nationalsozialismus
1933 war Alfred Helberger bereits 61 Jahre alt. Besuche und Schikanen der Gestapo gehörten zur Tagesordnung, nicht zuletzt weil Margarethe Helberger jüdischer Herkunft war. Mit der Begründung, er besäße „nicht die erforderliche Eignung und Zuverlässigkeit, an der Förderung deutscher Kultur in Verantwortung gegen Volk und Reich mitzuwirken“, wurde er aus der Reichskammer der bildenden Künste ausgeschlossen und die „weitere Ausübung des Berufes als Maler und Graphiker“ wurde ihm untersagt.
1937 wurde das Aquarell „Brasilianische Küste“ aus dem Frankfurter Städel als entartet beschlagnahmt und sollte vernichtet werden. Den Repressalien zum Trotz dokumentierte er auch den Krieg, etwa in seinem Ölbild „Ruinen“ (1943) und seinem Aquarell „Luftschutzkeller“ (1945). Die Ehefrau Margarete Helberger verstarb am 20. April 1945, wenige Wochen vor Kriegsende.

### Tod und Nachleben
Ende Januar 1946 nahm sich Alfred Helberger im Alter von 74 Jahren in seiner Wohnung in der Bismarckstraße 68 in Charlottenburg durch Leuchtgasvergiftung das Leben. Beigesetzt wurde er auf dem Friedhof Heerstraße im heutigen Ortsteil Berlin-Westend. Auf Beschluss des Berliner Senats ist die letzte Ruhestätte von Alfred Helberger (Grablage: 20-C-12/13) seit 1956 als Ehrengrab des Landes Berlin gewidmet. Die Widmung wurde im Jahr 2016 um die inzwischen übliche Frist von zwanzig Jahren verlängert.
Alfred Helberger vermachte seinen fast 1.000 Arbeiten umfassenden künstlerischen Nachlass dem Magistrat von Charlottenburg. Heute sind jedoch nur noch wenige Dutzend davon in Berlin nachweisbar.
Im März 1958 zeigte das Charlottenburger Kunstamt über 70 Bilder – vor allem Motive aus Berlin und der Mark Brandenburg. 1995/96 präsentierte die Londoner Galerie Barran eine Helberger-Ausstellung. Richard Müller-Freienfels hatte 1919 über Helbergers Œuvre geschrieben: „Ein interessantes Schauspiel (erst eine Gesamtausstellung wird es in allen Akten entrollen)“. Eine solche Ausstellung steht noch aus, Alfred Helberger wartet noch heute auf eine Wiederentdeckung.
Helbergers Werke werden insbesondere im skandinavischen Raum, in den Niederlanden und in spezialisierten Galerien in Deutschland ausgestellt und gehandelt.